# 기타한노 신호장
기타한노 신호장(일본어: 北飯能信号場, きたはんのうしんごうじょう)은 일본 사이타마현 한노시에 있는 신호장이다.
아가노 방향으로 인접한 무사시가오카 신호장까지 복선 구간이며, 1996년 신호장으로 사용을 개시한 이래 여객 열차는 정차하지 않고, 단지 교행을 한다.

## 역사
- 1996년 10월 31일: 신호장으로 사용 개시.